# Holoparamecus gabrielae
Holoparamecus gabrielae är en skalbaggsart som beskrevs av Rücker 2003. Holoparamecus gabrielae ingår i släktet Holoparamecus och familjen svampbaggar. Inga underarter finns listade i Catalogue of Life.